# Ясенів-Пільний
Ясенів-Пі́льний — село в Україні, у Городенківській міській громаді Коломийського району Івано-Франківської області.
Відповідно до Розпорядження Кабінету Міністрів України від 12 червня 2020 року № 714-р «Про визначення адміністративних центрів та затвердження територій територіальних громад Івано-Франківської області» увійшло до складу Городенківської міської громади.

## Опис
Розташований за 4 км від адміністративного центру громади. В селі знаходиться однойменний залізничний зупинний пункт. Через село проходить також шосе Р20. Населення — 3278 чоловік.
В Ясеневі-Пільному є середня школа, клуб, бібліотека.

## Історія
Перша згадка про село датується 1427 роком. Тоді воно називалось - Єсеневом.
Згадується  як Єсьонов (Ieszyonow) 4 травня  1472 року в книгах галицького суду .
У 1472 році була відкрита церковка. Якщо це так, то в селі на той час мало проживати вже декілька родин.
За Королівською люстрацією 1565 року в селі налічувались 26 господарів, отаман і піп (отже, була й церква).
1622 рік після нападу татарської орди із 300 вціліло лише 10 дворів.
На 15 травня 1670 року в селі було 10 дворів.
1781 рік — у селі проживало 746 жителів;
1855 рік — 1963 жителі;
1900 рік — 2507 жителів;
1921 рік — 2217 жителів;
1935 рік — 2968 жителів;
2003 рік — 3268 жителів;
2009 рік — 3156 жителів;
2011 рік — 3278 жителів.
Мешканці села в 1885 році виступали проти шарварків.
У 20-х роках XX ст. в Ясеневі-Пільному сталося два заворушення селян. У селі діяв осередок КПЗУ.

## Населення

### Мова
Розподіл населення за рідною мовою за даними перепису 2001 року:
| Мова            | Кількість | Відсоток |
| --------------- | --------- | -------- |
| українська      | 3267      | 99.66%   |
| російська       | 7         | 0.21%    |
| білоруська      | 1         | 0.03%    |
| румунська       | 1         | 0.03%    |
| польська        | 1         | 0.03%    |
| інші/не вказали | 1         | 0.04%    |
| Усього          | 3278      | 100%     |

## Соціальна і громадська структура села
- Сільська рада;
- Середня школа (481 учень у 2008–2009 рр.);
- Дитячий садок;
- Церква Чуда Арх. Михаїла.(2007-2017) Настоятель — митр. прот. Роман Капріян
- Лікарська амбулаторія;
- Народний дім із залом для глядачів на 450 місць, спортивним залом 26/14 м, приміщенням для дискотек та кімнатами для занять *різноманітних гуртків, музей історії села;
- Спортивний майданчик зі штучним покриттям (42/22 м);
- Ветеринарний пункт;
- Поштове відділення;
- Відділення ощадбанку;
- Бібліотека (32 тис. книг);
- Автоматична телефонна станція (700 абонентських номерів);
- Канал Інтернет 'Ясенів Пільний-кабель2М'(130 абонентів)
- Автозаправна станція;
- Салон краси і перукарня;
- Міні-цех по виготовленню тротуарної плитки;
- Ритуальний салон;
- Міні-олійниця;
- Аптека 'Здоров'я';
- Млин (потужністю 200 кг/год.);
- Дев'ять магазинів і кілька кіосків роздрібної торгівлі;
- Кафе-бар 'Стара хата';
- Стадіон (футбольне поле розмірами 107/68 м);
- Парк;
- Станція техобслуговування автомобілів;
- Автомийка.

Крім того, будуються чи реставруються інші об'єкти, серед яких: птахофабрика з вирощування індиків та міні-завод з випуску паштетів, торговий комплекс на 4 поверхи,

## Спорт
В селі є футбольна команда «Яспіль», що виступає у чемпіонаті Івано-Франківської області.
А також команда Яспіль-2, яка виступає в чемпіонаті Городенківському району.
Більше про ФК «Яспіль» можна прочитати на офіційному сайті клубу.

## Духовність
До приходу радянської влади в селі до церкви та костелу у дні релігійних свят та кожної неділі всі люди ходили постійно. Релігія  завжди виховувала в людях чесність і добропорядність, а віра в Бога вважається однією з основ людського буття. Відвідували церкву та костел дорослі й діти.
Колись під час церковних відправ у церкві дівчата  ставали в  один, або два рядочки найближче до престолу. За ними ставали одружені жінки. Старі жінки після війни сиділи на лавках, які до церкви перевезли  з костелу після його закриття. Чоловіки розміщувалися біля  південних дверей. Для хору в церкві є спеціальне місце, яке називається  хорами. До війни церква була греко-католицькою, а костел – римо-католицьким.
За національною належністю в селі переважали українці. Трохи менше було поляків і ще менше євреїв. Українці мали церкву, поляки – спершу капличку, а потім костел, який був освячений у тридцятих роках минулого століття (кажуть, що 1932 року). Євреї їздили молитися до городенківської синагоги, а вірмени, яких проживало в селі три родини, мали свою капличку на краю села і їздили до вірменського костелу, що розміщений у Городенці. Релігійні конфесії, як і люди різних віросповідань мирно співіснували.
У католицькому костелі релігійні відправи відбувалися ще й у той час коли на території села були німецькі загарбники. А вже при наближенні Червоної армії, яка вигнала фашистів, служителі костелу зібрали образи і орган, на якому  під час відправи органіст грав духовні мелодії, і втекли до Польщі. Після цього служби Божі там не відправляли. Після створення колгоспу у приміщенні костелу зберігали колгоспне зерно, а пізніше, коли дерев'яні елементи покрівлі почали перегнивати і черепиця, якою був покритий костел,почала падати вниз, з району був наказ поремонтувати верх, або костел зруйнувати  Колгосп ремонтом  займатися  не захотів і  костел розвалив.. Кажуть, що стіни були такими міцними, що два потужних бульдозери коли тягнули їх до себе і повалити їх довго не могли.  Тепер на тому  місці розміщена невеличка дерев'яна будівля у якій розміщена крамничка.
Після війни була розвалена і вірменська капличка, яка розміщувалася на полі при в'їзді до села з боку Городенки.
Треба дякувати Богові, що Ясенів Пільний обійшовся без конфесійних суперечок, які на початках незалежності України хтось настійливо нав’язував парафіяльним громадам. Цим парафіяни завдячують отцю Іванові Олексюку, який у проповідях частенько нагадував, що релігійна споруда, на якій є хрест, належить до нашої християнської віри і туди можна зі спокійною совістю заходити на молитву.
Без міжконфесійних суперечок пройшов і той час, коли ксьондз забрався з костелу, а було це в час відступу фашистських загарбників з території Покуття. Кажуть що той ксьондз більше боявся більшовиків як фашистів. Католики, якими були поляки почали ходити до церкви, яка в той час була греко-католицькою. Тодішній священник отець Іван Карачевський віднісся до цього досить спокійно, пояснивши парафіянам, що  люди ходять до церкви молитися, а не сваритися.
Та,  якщо почитати історію,  стає зрозуміло, що міжконфесійна боротьба велася віддавна.  На самому початку християнська віра не мала конфесій. Виникли вони після того, як правителі нової Римської імперії перебралися до  своєї нової столиці – Константинополя і зробили  це місто новим центром  християнства, бо до того у Римській імперії імператора вважали посланником Бога. Коли це сталося  папа римський, щоб не втратити свою владу над церквами  розділив церкву на своєрідні конфесії, оголосивши, що не імператор, а він є Божим наставником на землі. Так у християнстві з'явилися католицька та православні, а пізніше і протестантські та інші християнські віросповідування
У часи Київської Русі на теперішній території України віра була православною бо Христову віру принесла на Русь із Візантії (теперішня Греція) княгиня Ольга, а хрещення Русі провів  князь Володимир. Поляки, які довго окупували Україну, намагалися залучити українців до католицької віри, але це їм не вдавалося. Та все-таки 6 жовтня 1596 року відбувся Берестейський собор, який утворив греко-католицьку конфесію з православним обрядом, але під проводом Папи Римського. Перехід з православ'я у греко-католики відбувався довгі роки Наприклад – у Станіславському воєводстві християни перейшли до греко-католицького обряду 1 листопада 1885 року.
В березні 1946 року за таємним наказом Сталіна Львівський собор на довгі роки ліквідував греко-католицьку церкву. Але, якщо говорити правду, міжконфесійні суперечки справа самих церковних правителів, бо, як кажуть старі люди, двох Богів нема.
Ще варто  згадати про те, що у радянські часи,  багато людей перестало щонеділі і кожного святкового дня ходити до церкви. Дехто й молитви позабував. Тому коли отець Іван Боднарчук, який кілька років служив у ясенівській церкві. почав запитувати хлопця і дівчину які одружувались, проказати «Отче наш», декому довелося червоніти.Але це все узагальнення, а про церкви Ясенева Пільного розповідають таке:
Існує припущення, що церква, яка будується тепер, вже п'ята за рахунком. Попередня в 2005 році згоріла, а перед цим була церква, яка розміщувалася нижче старого цвинтаря. (На городі Візінської Олени стояв пам'ятний хрест про неї)
Про будівництво першої церкви в селі, яке тоді мало назву Єсенів чи Єсиново, є запис у архівах, які знаходяться у Львові. Датується це будівництво 1472 роком. Чи були в селі до того часу ще церкви чи каплички точно невідомо.
Щодо цвинтарів, то крім сьогодні діючого, в селі ще є старий цвинтар,а всіх їх було не менше чотирьох Де були два інших, відомо лише з розповідей. Один з тих цвинтарів знаходився десь біля вулички, яка входить до вулиці І. Франка, – приблизно там, де тепер проживають сім'ї Степана Прокопяка і Василя Шляхтича. На подвір'ї Візінської Параски стояв хрест, який, можливо, і був пам'яткою про цвинтар, а може, про церкву чи капличку. Ще один цвинтар розташовувався на горбі, який колись називали “Під двором”. Там,  біля воріт колишнього господаря Савочки Івана, напевно, що в пам'ять про церков, також був хрест.
До речі, про той цвинтар розповідали легенду, що на березі нижче города, де він колись розміщувався, дощі вимили  людські кістки які, були більшими від звичайних, і величезний череп з довгою і товстою косою. Напевно що, через це, існують переповідки, що на тому цвинтарі були поховані “велети”.
Отже цвинтарів було чотири. Звідси, напевно, і виникло припущення, що церков, чи хоча б  капличок, у селі могло  бути не менше чотирьох, по кількості цвинтарів, бо в давнину цвинтарі  розміщували  біля церков.
До вересня 1939 року церквами опікувалися (патронували) багаті люди. Церкву й костел у селі патронували місцеві поміщики Криштофовичі.
У парафіян церкви був звичай  ходити на відпусти (прощі) до Зарваниці,  Хрещатика,  Далешева,  Городенки.  Тепер цей звичай відроджується.
Церква села Ясенів Пільний, повна назва якої, церква Чуда архістратига Михаїла, будувалася у центрі села і  мала свою історію. Освятили  її в 1882 році. У той час, коли її будівництво закінчувалося, у селі  сталася пожежа. Вогонь перекидався з одної солом'яної стріхи на іншу. Сильний вітер ніс палаючі сніпки з покрівель все далі й далі, –  горіла вся західна частина села, тобто Загайпіль. Вогонь наближався все ближче і ближче до недобудованої церкви. Люди змочували водою верети,  накривали покриту ґонтами будову і молилися. І Господь почув молитви людей – вітер, який ніс вогонь, повернув у інший бік і церква врятувалася. Це сталося 19 вересня, в день Чуда архистратига Михаїла. Тоді церкві,  на віддяку архангелові за її порятунок, дали таку назву, хоч вона мала носити  ім’я  святого Миколая Угодника.(Про церкву докдладніше описано у  книжечці “Легенди села Ясенів Пільний” під назвою “Духовність”, яка теж є на цьому ж сайті в інтернеті).
Парафіяни церкви нашого села і в теперішні часи вшановують пам'ять про архангела Михаїпа, одного із семи Господніх архангелів, охоронця воїнства, іменем якого названа церква – цього дня у селі святкується храмове свято. На Україні архангела Михаїла вважають і захисником України.
Для будівництва тодішньої церкви кошти надавав і місцевий поміщик Криштофович, який хоч і був католиком, допомагати в будівництві не відмовився. Керував будівництвом Николай Василинюк, портрет якого був розміщений на стінці хорів.
А в  2005 році церкву від нової пожежі не врятували…
І ще про події пов'язані з церквою:
За німців церква була  відкритою, але німці мали намір забрати церковні дзвони на переплавку, як кольоровий метал. Миколі Візінському, який тоді був війтом,  наказали їх здати, але він таємно від німців повідомив про це людей, і дзвони  вночі  заховали. Один вкинули в криницю, другий закопали в церкві під престолом, третій теж десь закопали. Добули їх аж через двадцять років. Кажуть, що найбільшого дзвона так і не знайшли, – видно що ті  люди, які його ховали, померли, або загинули на війні, бо хто б міг  забути, де він захований?
Радянська влада, яка прийшла на наші землі, вела відкриту антирелігійну політику. Вона вишукувала всілякі способи, щоб закривати церкви, що й зробили з кількома церквами  в нашому районі. Були спроби закрити церкву і в Ясеневі Пільному. Причиною послужили якісь, неугодні для влади, дії керівників церковної двадцятки. Дізнавшись  про це,парафіяни буквально за один вечір переобрали церковний комітет, щоб реабілітуватися перед владою, але були змушені в дечому поступитися  –  мусили не дзвонити церковними дзвонами навіть у свята чи неділі, бо це нібито порушувало тишу у школі і спокій у селі. Під страхом, що церкву можуть закрити, звозили на цвинтар хрести з села, з полів і від церкви. Але й у ті роки, таємно від влади, вклали в церкві  дерев'яну підлогу, перекрили цинковою бляхою куполи (нову бляху фарбували в зелений колір, нібито йшов ремонт даху). Виконували цю роботу Іван Миколайович Книгницький, Степан Степанович Никифорук, Степан Петрович Солинський, а оплату в організації, яка проводила перекриття (РБД побуту) оформив, як роботу у своєму господарстві тодішній голова церковного братства Михайло Олексюк.
Ще після війни не піти у свято чи неділю до церкви вважалося гріхом, а вже пізніше молодше покоління людей, під впливом  радянської пропаганди і певного тиску влад.почало відвідувати церкву рідше.(Було таке, що священник не мав права виконувати обряд шлюбу поки наречені не мали свідоцтва про шлюб з сільради). Якщо у  повоєнні часи  у першому ряді коло  престолу щонеділі стояло переважно два ряди дівчат, то  в недавні роки дівчат у церкві не було зовсім.  Так само і парубків. Молоді люди приходили до церкви лише на Великдень, та тоді коли брали шлюб. А хрестити дитину священник мусив майже таємно вдома породіллі.
До сповіді перед Великоднем ходили всі школярі. Але вже у п’ятдесятих роках школярам заборонили ходити до церкви. Був випадок, що двох дівчат, які у великодню п'ятницю були у церкві, перед випускними екзаменами  виключили із школи. Це відбулося у 1956 році, а фігурантами тієї події були Марія Олексюк і Ганна Книгницька. Правда, екзамени дівчатам здати дозволили, але інші  учні почали боятися відвідувати церкву. Пізніше вчителів примушували розганяти дітей-школярів, які ходили колядувати.  Дійшло було й до того, що молодь, яка одружувалася, перестала брати церковний шлюб, або вінчалася в церкві  того дня коли відбувалося весілля.
Та попри всі утиски влади церква продовжувала своє життя. В різний час організовували роботи в церкві керівники церковного братства Петро Федорович Камінецький, Степан Григорович Візінський,  Дмитро Миколайович Мандрик, Степан Васильович Матієк, Василь Юркович Олексюк, Михайло Григорович Олексюк, Дмитро Васильович Боднарук, Іван Миколайович Петрівський, Микола Миколайович Василинюк, які працювали в різні роки. Серед усіх треба відмітити коваля Дмитра Мандрика, який, ще не будучи тоді навіть церковним братом, виконував безкоштовно для церкви багато робіт, не очікуючи ніякої винагороди чи похвали. До речі, Дмитро Мандрик єдиний із села мав церковну медаль. Він отримав у нагороду ювілейну медаль “За відданість”, викарбувану до 2000-річчя християнства, від УАПЦ.  У  житті церкви бере активну  участь і церковне сестринство, серед яких були особливо старанними Параска Боднарук,  Ягна Абрамик, Ганна Йоник, Катерина Приймак, Ганна Яремчук, та інші жінки – церковні сестриці.
Та сталося непоправне – у 2005 році церква згоріла…
Будівництво нової,  з цегляними стінами, церкви розпочалося у 2006 році.
Розповідь про колишні церкви села та про будівництво і освячення  нового Божого храму
Останній день 2017 року став великим святом для жителів Ясенева Пільного,  бо саме  цієї днини  освячений побудований у селі Божий храм. Освячення святині провів владика Галицької єпархії Української Автокефальної Православної церкви Його Високопреосвященство кир Андрій. Були і запрошені на це торжество священики. Бажаючих бути учасниками цього святкування було так багато,  що не всі вони могли вміститися у приміщенні церкви, хоч по площі вона досить простора – декому довелося вислухувати слова молитовної відправи надворі. Побачити  велич освячення Божого храму прибуло багато людей із сусідніх сіл та міста.  Були люди і з далеких місцевостей.Перед освяченням і після цього дійства приємно було слухати привітальні, святкові пісні дітей-школярів села, про яких Владика сказав, хоч і давно відомий, але  вічно приємний вислів, що “Діти наше майбутнє!” Після похвали  дітей Владика обдарував їх подарунками, які “приберіг святий Миколай”
Зовнішній Вигляд церкви, побудованої за проектом нашого земляка, уродженця села Чернятин, архітектора Миколи Шевчука досить гарний – у Фейсбуці Веслав Бобовскі (напевно поляк) похвалив, що наша церква чимсь подібна до  Лаври у Ватікані.
Ця церква напевно, вже шоста по рахунку в селі., Про першу  церковку є згадка в архівах, що вона була побудована у 1472 році. Чи це була церковка, чи капличка невідомо. Вона і друга по рахунку церква, були знищені навалами ординців. Про те, що вони були  можна судити по залишках цвинтарів, які  люди знаходили на своїх городах, бо в давнину цвинтарі розміщували біля церков чи капличок.
Всі ці роки,через нестабільність валюти і постійне подорожчання будматеріалів, були не дуже сприятливими для будівництва,  але  будівництво Храму таки велося. Силами парафіяльної громади були викопані рови під фундамент і під керівництвом досвідченого  будівельника Івана Білецького був влаштований фундамент, розпочалося зведення стін. Мурувати стіни довірили Степанові Бащукові, Миколі Цьомпелі і його синові Миколі. Для допомоги мулярам люди села, по черзі, повулично, допомагали   підсобною силою, що набагато здешевило вартість будівництва, та й муляри були нашими, сільськими – для них   шукати квартири для нічлігу не було потреби.  Довершували муровку наймані, не ясенівські муляри.
Потім було влаштування покрівлі, встановлення куполів, штукатурка стін, облаштування підлоги і обмостки навколо церкви і ще безліч будівельних і пов'язаних з будівництвом робіт.
Зовнішні стіни навколо центрального купола: штукатурила теж ясенівська  бригада. Там працювали: Баранецька Світлана, Мазуркевич Іван,  Мандрик Іван, Михайлик Ганна, Никифорук Степан, Семака Іван, Сливчук Іван, Сливчук Ірина, Струтинська Ганна, Прокопяк Роман, Цьомпела Микола, Яремчук Андрій. (список взятий з відомості про оплату за роботу  в церкві).
Безоплатно штукатурили частину поверхні зовнішніх стін Ганна Гудз, Марія Василенюк,Петро Василенюк,Ірина Колодницька, Марія Михайлик, Ганна Чупрун, Федора Щербанюк, Марія Чупрун.
Завершували штукатурку і фарбування зовнішніх стін бригада  у складі: Абрамика Миколи, Вінтоника Миколи, Вінтоника Віктора, Гнипюка Миколи.
Ще слід відмітити і те, що якісно поштукатурили внутрішні стіни: Ганна Тутак і Анатолій Воробій, яким допомагав Степан Никифорук.
Турботливо відносяться до своїх обов'язків теперішні церковні сестри Ганна Візінська, Марія Щербанюк. Дяк Дмитро Коміренко, який, перейнявши в свого діда професію столяра, зробив чимало добрих справ для будівництва.
Не новина, що на  будівництво Храму потрібні великі кошти. Тож за ці роки в селі вже звикли до того, що церковні сестри ходять до кожної хати збирати їх на будівництво.  Цьому парафіяни не противилися, бо жити без власної церкви селу не пасує. Кожна хата старалася і старається  віддати свою  посильну пожертву для будівництва.
Крім парафіян села  свої кошти і посильну допомогу в будівництві надавали і люди, які не є мешканцями села.
Жертводавці будівництва нової церкви
Жертводавцями є – почесний директор Ямницького цементно-шиферного заводу, депутат Верховної Ради України Микола Круць, який пожертвував на будівництво тимчасової церкви шифер і шиферну плиту, а на будівництво нової церкви – цемент. Крім цього, пан Микола посприяв у тому, щоб був виділений потужний кран для встановлення центрального куполу  церкви, який був виготовлений і покритий бляхою на землі. Певну кількість деревоматеріалів на будівництво пожертвував Гринявський держлісгосп,  директором якого працює Роман Стефанюк. Жертводавцями є: Василь Спасюк – приватний підприємець із Снятина,, який доставляв на будівництво церкви гравій і пісок, а також вів технагляд за будівництвом церкви, жертвували на церкву подружжя підприємців Василь та Ірина Савоцькі з Городенки, уродженець сусіднього села, тодішній депутат обласної ради Василь Матійчик, Володимир Слободян з Івано-Франківська, підприємці та керівники організацій села та району: Степан Чижевський, Василь Боднарчук, Марта Боднарчук, Марко Григорів, Василь Симчич, Петро Струк, Микола Візінський, Василь Келець, Степан Олексюк, Степан Солинський, Микола Солинський, Микола Василинюк, Степан Пациківський з Криму, подружжя Василь та Марія Гудзи, подружжя Микола та Ольга Шавронські, родина Пантелюків, на частину золотистої і синьої бляхи якою покриті  куполи нової церкви, пожертвував кошти уродженець села Стрільче Тарас Дідич.кілька разів офірувала на будівництво і  старенька жінка на ім’я Ольга, зі Стецеви. Це ще далеко не всі підприємці, господарники і просто віруючі люди, які суттєво допомагають у будівництві. Якщо складати списки, то частина з них  є такою:
Безкоштовно перевозили будівельні матеріали шофери Степан та Василь Гудзіки, Василь та Іван Чижевські.
Невдовзі після пожежі сім’я Миколи і Ганни Абрамиків із зятями Богданом Олексюком і Миколою Шавронським, доньками Марією й Ольгою та внуком Тарасом пожертвувала до церкви нове Євангеліє і кивот. Ця родина пожертвували також один із хрестів на куполах церкви.
Кошти на Хрести, що на куполах, нової церкви пожертвували:
на великий – депутат обласної ради Василь Матійчик,
на менші – депутат районної ради Степан Чижевський, родина Никифоруків та парафіяльна громада села.
Кошти на будівництво церкви офірував і Гдичинський Богдан Петрович, який балотувався у депутати Верховної ради України.
2009 року образ Почаївської Божої Матері, замість знищеної вогнем, офірувала Марія Миколаївна Михайлик.
Дороговартісний вершок на криницю біля церкви від ТзОВ “УкрІндик” офірувала у 2017 році Настя Колодницька.
У 2016 році великі кошти на будівництво церкви офірував  меценат Ігор  з Києва.
Ковані металеві вироби для прикраси входу до церкви пожертвував Степан Олексюк з родиною.
Перед освяченням церкви була велика кількість грошових і матеріальних  пожертв.
Пожертвували:
Панікадила (світильники):
Центральне – Сім'я Мандрика Миколи із родинами своїх дітей.
Менші за розміром – Олексюк Богдан і Шавронський Микола із сім'ями – 2 штуки.
Солинська Ганна із сім'ями синів Миколи та Івана – 2 штуки
На основу  іконостасу  кошти пожертвувала Сільська рада.
Престол пожертвував  Ігор з Києва
Образи (ікони)
Чупрун Григорій і родина,
Олексюк Софія і родина,
Шевчук Настя з родиною,
Попадопало Василь і Петрівський Михайло з родинами,
Чижевська Ганна Миколавна  з роодиною,
Чижевська Ганна Іванівна з родиною,
Михайло Чупрун із синами Іваном і Богданом,
Мандрик Степан з родиною,
Саповська Ганна з родиною.
Якщо перераховувати скільки хто пожертвував коштів саме в ці часи  то це б зайняло  багато часу і паперу, але Бог бачить хто і як відноситься до цього будівництва. Та й будівництво ще далеке до завершення- пожертв треба буде ще багато. Але радість парафіян велика, бо святкування Різдво Ісуса Христа, Сина Божого у 2018 році відбулося вже у новому Храмі.
Освячення Храму  для села велика і радісна подія. Вкладена праця і великі кошти людей. Всі  ці кошти і матеріали  люди жертвували не тому, що не мали куди їх діти, всі розуміють, що без церкви село, як не село. Та й пожертви не ясенівських людей відбуваються не просто так, а  після уклінних просьб священика  Романа Капріяна на  долю якого, молодого тоді священика, випало пережити багато тривог  бо згоріла церква і були різні пересуди про причини пожежі. Тоді у священика були тягучі  роздуми про те. що має робити далі. На щастя парафіяни церкви не зробили його винним у тому, що сталося і священник віддячився своїй парафії постійними клопотами про будівництво, сприйнявши ті клопоти  на себе. Були недоспані ночі, були сумніви, були роздуми над різними  проблемами і, навіть, порадами, але результатом всього стало освячення церкви. Тож коли Владика Андрій в нагороду за труди дозволив митрофорному протоієрею Роману Капріяну носити вже другий Золотий Хрест, але вже з оздобами, це стало для нього заслуженою нагородою.
Згадував Владика і покійного пастиря церкви митрофорного протоієрея Іоана Олексюка, який у радянські часи зберіг церкву від закриття.
Дзвони для церкви офірували
При освячені церкви, великий дзвін офірував тодішній війт Микола Василинюк
Середній дзвін придбали парафіяни села.
Ще один дзвін подарувала пані, прізвище, якої не запам'ятали, або сама вона не захотіла, щоб її прізвище  згадували.
Дзвін меншого розміру від своєї організації подарував житель Городенки Петро Струк.
Один із дзвонів, а їх було за Польщі п'ять, в час німецької окупації десь закопали, як і ще три, але після війни, коли відкопували інші дзвони, його  знайти не змогли.
У недавні часи для церкви, яка згоріла, приносили великі пожертви заможні уродженці села: Микола Василинюк, Степан Пациківський, керівники селянських спілок Василь Келець, Степан Олексюк, підприємці: Степан Чижевський, Степан Солинський, Микола Візінський.  Зокрема, був подарований новий престол, образ Почаївської Божої Матері, велика картина на духовну тему та інше. На великий жаль, все це від пожежі врятувати не вдалося.
Церква Архістратига Михаїла  до 2005 року.
Наприкінці 70-х років, за задумом Дмитра Мандрика виготовлено металеву огорожу довкола церкви і коло цвинтаря, а також вхідні ворота (з південної сторони) та хвіртку. Половину грошей на  огорожу виділив колгосп, яким керував у той час Василь Кнігніцький, а решту куплено на пожертви парафіян. Для металевої огорожі і воріт, всі ковальські роботи та облаштування їх безкоштовно виковував коваль Дмитро Мандрик При сприянні тодішнього керівника мехзагону Степана Яремчука зварював її Степан Крилатюк, виточував деталі токар Іван Карпушенко. Син Степана Яремчука – Михайло Яремчук допоміг знайти і закупити дешеві елементи чавунної огорожі.
1985 року біля церкви побудовано капличку. Фондував будівництво Іван Клецик.
1986 року у сквері пам'яті навпроти церкви побудована каплиця поруч із  пам'ятником полеглим жителям села у війні 1941-1945 років. Мурували  безоплатно цю  каплицю, як і ту яка біля церкви,  М. В. Абрамик, С. С.  Никифорук і В. П. Камінецький..
У 1991 році насипано символічну могилу пам'яті  Січовим Стрільцям, влаштуванням якої займався тодішній церковний брат Василь Олексюк.  Металеві труби на хрест пожертвував Микола Пашеняк. Землю завозив Іван Олексюк. Над зведенням могили працювали: дяк Микола Йоник, Степан Візінський (тодішній директор школи), молодий тоді хлопець Дмитро Візінський та інші мешканці села. Тоді ж біля  від вулиці Першотравневої було добудовано  металеву огорожу
пам'ятника
1996 року біля церкви викопано криницю.
1997 року церкву повністю перекрили новою бляхою.
У 1999 році за задумом отця Романа Капріяна побудовано арочні ворота. Керував роботою Іван Білецький, хрести на них викував Дмитро Мандрик, а куполи виготовив Микола Абрамик. Будівництво цих воріт присвячено 2000-річчю Християнства на Русі.
У 2000-2003 роках, теж за задумом отця Романа Капріяна перебудована дзвіниця (тепер вона по висоті має по два дзвони) і прибудовано дерев'яний прихід до церкви, яка пізніше згоріла.
2005 року, 3 жовтня, церква згоріла.
2005 року восени побудована  тимчасова церковка.
2006 року розпочалося будівництво нової церкви.
2016 – навколо церкви, яка будується,  встановлено дерев'яні хрести в пам'ять про станції (зупинки) Ісуса Христа коли його вели на страту на гору Голгофу.
31 грудня 2017 року нову церкву освятив Владика Івано-Франківської єпархії УАПЦ Його Високопреосвященство  кир Андрій.
Каплички і пам'ятні хрести 
Капличок у селі до війни було чотири, це якщо  враховувати вірменську,  яка була розміщена за селом обіч дороги на Городенку і після війни чомусь зникла.. В  сімдесяті роки райком комуністів наказав всі каплички зруйнувати, що й зробили ночами сільські комуністи. Забирали вони тоді і хрести, які були в селі і на полі. Одну капличку господар врятував, влаштувавши на ній дах, щоб вона виглядала господарською будівлею. Врятували капличку в такий спосіб Василь Миколайович Камінецький із зятем Степаном Чижевським. Тодішній голова сільради Іван Приймак  якось сказав, що це він підказав господарям як все зробити.
У наші часи дві зруйновані каплички відновили і побудовано ще кілька нових.
У теперішній час каплички є:
На подвір'ї Степана Чижевського по вул..І.Франка  (побудована до війни, врятована від розвалювання),
На подвір'ї Миколи Матієка по вул. Січових стрільців  (побудована  до війни, розвалена і відновлена)
Біля хати у якій проживав Стах Ціхоцький  по вул.. Українська (побудована до війни, розвалена і відновлена).
На межі між обійстями Петра Никифорука і Михайла Боднарука, вул. Січових Стрільців
Обіч дороги по вулиці Шевченка (вище Вікнини) побудована родиною Солинських,.
На подвір’ї Івана Никифорука, вул. Шевченка.
На подвір'ї Катерини Михайлик,по вулиці Січових Стрільців
Біля подвір'я Степана Матієка, – побудована в пам'ять про загиблого сина Василя, вул..В. Матієка
На межі між обійстями Степана і Василя Чижевського, вул., В. Матієка,
У сквері Пам'яті, біля пам'ятника полеглим, вул.. Січових Стрільців.
Біля церкви,- побудована на кошти Івана Клецика.
На подвір'ї Івана Камінецького – побудована його родичами в пам’ять про загиблого в армії сина Петра, вул., Стефаника.
На сільському цвинтарі,
На подвір'ї Миколи Кропельницького, вул.. Варшавсьна.
На подвір'ї Петра Матієка, вул.. Буковинська
Куточок-капличка у школі.
У 2015-2016 роках  Іван Андрієнко побудував  для громади  села каплицю над головним джерелом «Вікнини»,де кожного року у свято Водохрестя і Зелені свята, священник освячує воду. За свої кошти Іван Андрієнко оновив і прачку біля цього джерела, оновивши стіни і перекривши дах металочерепицею. Встановив він і вершок над криницею, біля якої освячувалася вода в ті часи, коли головне джерело «Вікнини» було закрите і обмуроване, бо з нього помпували воду до школи. Це місце набуло сучасного вигляду. На мою думку, Івана Андрієнка і таких людей як він, треба повсякчас вітати і вшановувати, бо те, що він вчинив, не бізнес, а справжня доброчинність.
На території села є такі хрести:
Про хрести  і каплички говорять, що у всіх селах люди встановлювали їх на в'їздах до сіл і вони є оберегами сіл. від всякого зла Є такі оереги і у Ясеневі Пільному, хоч комуністична влада примусила їх забирати. У ті часи хрести, які були в селі і полі, позвозили на цвинтар. Навіть ті, які стояли на подвір'ї церкви, влада примусила звідти забрати.  У часи, коли Україна здобула незалежність, майже всюди, на тих місцях де вони були колись, хрести відновлюються.  Люди кажуть, що у тих хто займався винищенням капличок і хрестів  почали виникати проблеми із здоров'ям і деякі з них, щоб врятуватися від того зла, відновлювали знищені святині.
Хрести встановлені:
Два біля центральної дороги вище моста справа від дороги на Городенку, поставлені на честь скасування панщини в 1848 році, й утворення Соборної України в 1991 році.  Про ці хрести громада села не забуває, бо кожного року 15 травня відбувається церковна відправа у пам'ять про те, що у 1848 році цісар австрійської імперії скасував панщину в Галичині  15 травня) до хрестів приходить церковна процесія і священник відправляє службу Божу в честь цієї величної події. Цей день має назву Запанщина.
Ще є хрест-оберіг села на могилі Дуплава. Встановлений він у 1996 році, а виготовили його жителі села Петро Горобець, Петро Никифорук, Степан Яремчук.
Хрест про освячення церкви, який теж вивезли за наказом влади на цвинтар, звідти не забирали, замість нього біля церкви поставили новий. Виготовлено цей хрест на кошти Івана Петрівського Миколою Болотенюком, який певний час займався виготовленням хрестів з бетону на могили померлих
Відновлено хрест і біля колишньої тракторної бригади колгоспу.
Є ще обгороджений металевою огорожею хрест на місці, де була католицька капличка, в якій римо-католики відправляли служби Божі доти, поки не був побудований костел  ( ще кажуть, що там похоронена дружина котрогось із поміщиків села.
У 1998 році біля церкви встановлений хрест у пам’ять 1000-річчя  Хрещення Русі, виготовив який дяк Микола Йоник.
Біля південних воріт церкви встановлений  хрест, з яким парафіяни ходять на  Хресну дорогу.
По вулиці Січових Стрільців зведено дві ротонди Матері Божої – на подвір'ях Богдана Олексюка і Миколи Мартина.
Каплички і хрести зводилися людьми, як пам'ять про якусь подію чи щось пережите, або як обереги. До речі, галичани  старалися класти хрести-обереги з усіх сторін своїх сіл, щоб вони оберігали їх від всього лихого.…
У 2016 році довкола церкви яка будується встановлено дерев'яні хрести.

## Служителі  церкви села Ясенів Пільний
Священики:
Із 1832- до червня 1848 року – отець Стефан Петровський, (патронував тоді церкву Захарій Криштофович). Тоді в селі нараховувалося 1014 парафіян греко-католиків.
1886 – 1894 роки – отець Ступнінський.
1895– 1913 роки – отець Ілля Кливак.
1913 – 1918 роки – отці Дрогомирецький Корнилій де-Гавора і  Володимир Кархут.
1918 – 1964 роки – отець Іван Карачевський.
В 1965 році священика  церква не мала. Церковні богослужіння тоді відправляли отець-декан  Коморник з Городенки, або парафіяльний священник із села Серафинців.
1966 – 1973 роки – отець Іван Боднарчук. Він пізніше був владикою на Тернопіллі.
1973 – 1975 роки – отець Петро Остафійчук.
1975 – 1999 роки – отець Іван Олексюк.
З 1996 року отець Роман Капріян допомагав служити старенькому священникові Олексюкові, який у 1999 році за станом здоров’я відійшов від посади. Таким чином, із 1999 року отець Роман Капріян є парафіяльним священиком села.
Дяками служили:
До 1906 року – Павло Книгницький і Павло Цьомпела.
1906 – 1910 роки – Іван Борисевич.
1911 – 1913 роки – Свічовський.
1914    – 1920  роки – Федора Боднарук.
1920 – 1980 роки – Петро Гаврилків.
1980 – 1987 роки – Броніслав Карабан.
1987 – 2002 роки – Микола Йоник.
Із 2002 року – Дмитро Коміренко.
Паламарі ( після війни):
Григорій Никифорук,
Степан Бенчук,
Микола Матієк (два рази),
Іван Прокопяк,
Микола Шевчук,
Степан Никифорук,
Михайло Матієк.
Степан Шкварок (тепер).
Церковними касирами були:
Матвій Болотенюк,
Михайло Ставчинський,
Іван Михайлик,
Михайло Олексюк,
Степан Візінський,
Іван Колодницький,
Михайло Бащук,
Степан Чижевський (тепер).
Церковні хори:
При церкві є чоловічий хор, який започаткований у 1931 році. Це був той найперший український хор села, яким  Смеречанський   Ярослав. За Польщі ще були другий і третій українські хори, але церковний хор існував  постійно до того часу, коли чоловіків забрали на війну. Після війни хору в церкві довгий час не було. Але на початку шістдесятих років кілька колишніх хористів, зібралися при церкві знову. Хор супроводжував церковні відправи, а також похорони. До складу   відродженого хору в різні часи входили: Степан Боднарук, Микола Боднарук,  Василь Болотенюк, Степан Білоокий, Степан Степанович Болотенюк, Степан Миколайович Болотенюк, Степан Василевич, Іван Візінський, Степан Візінський, Василь Гаврилків, Степан Гайдаш, Микола Йоник, Петро Миколайович Камінецький, Петро Федорович Камінецький, Тодор Курганевич, Степан Мандрик, Григорій Матієк, Стах Олейко, Роман Олейко,  Іван Петівський, Микола Цьомпела, Григорій Чупрун, Мартин Шкварок, Микола Васильович Яворський, Микола Степанович Яворський. Пізніше учасниками хору були:  Микола Біник, Микола Боднарук, Микола Болотенюк, Степан Боднарук, Григорій Книгницький, Степан Мазуркевич, Василь Никифорук. Петро Никифорук, Степан Савочка, Іван Тутак, Василь Яворський, Степан Яворський.   Хор у церкві є і тепер. Він омолодився повністю, хоч за віком майже всі хористи  пенсіонери.
Теперішній склад церковного хору:
Федір Болотенюк, Степан Борович, Степан Гордейчук, Петро Горобець, Михайло Камінський, Микола Мартин, Микола Матієк, Микола Олексюк, Микола Савочка, Микола Сікора, Степан Чупрун, Дмитро Шавронський.
Священики, вихідці  з Ясенева Пільного:
о. Іван Олексюк,
о. Микола Буджак.
о. Микола Буджак (син).
о. Петро Бащук.
о. Назар Павлюк.

## Пам'ятки
- Могила — ботанічний заказник місцевого значення.
- Підбавки — ботанічний заказник місцевого значення.

## Відомі люди
- Кархут Василь Володимирович — український лікар-алопат, лікар-травник[6], письменник.
- Васкул Петро — український політичний, військовий та освітній діяч, четар УСС, сотник УГА, член Проводу ОУН. Комендант Городенківської старшинської школи, страчений угорськими окупантами. Батько Ореста Васкула — голови Київського братства ОУН-УПА. Директор школи в селі міжвоєнного часу.